# Кеті Мак-Грат
Кеті Мак-Грат (англ. Katie McGrath; нар. 24 жовтня 1983, Дублін) — ірландська акторка телебачення та кіно. Найвідоміша роль — чаклунка Моргана у серіалі «Пригоди Мерліна».

## Життєпис
Народилась у Дубліні у сім'ї системного адміністратора Пола Мак-Грата і фешн-асистентки дизайнера Лейні Кеог Мері Мак-Грат. Молодша з трьох дітей, вона завжди була дуже близька з братами: Рорі (продюсер поствиробництва) і Шоном (онлайн-медійний менеджер). Вищу освіту здобула в Триніті Коледжі на факультеті історії. Своє майбутнє тоді пов'язувала з роботою у модних журналах, прагнучи отримати посаду в журналі «Image». Але доля розпорядилася інакше, і Мак-Грат довелось працювати гардеробницею на зйомках серіалу «Тюдори».

## Кар'єра
У 2007 році, пропрацювавши після випуску 8 місяців в журналі Image, влаштувалася помічницею костюмера в історичному серіалі «Тюдори», де отримала пораду серйозно подумати про професію акторки. Мак-Грат розіслала своє портфоліо в ірландські агентства з підбору акторів і незабаром отримала першу роль в ірландському телефільмі «Збиток». У тому ж році дебютувала в театрі головною роллю в п'єсі Ла Мареа в Bedrock Productions на Дублінському Театральному Фестивалі. 2008 став поворотним у кар'єрі Мак-Грат, вона з'явилася в одному з епізодів «Тюдорів» (2 сезон, 5 серія). Зіграла у фільмах «Едем» і «Багрова мла», а також отримала роль леді Моргани в телесеріалі «Пригоди Мерліна», який відкрив її ім'я широкій аудиторії.
У перервах між зйомками в другому і третьому сезонах «Мерліна» Мак-Грат взяла участь у п'ятисерійному документальному фільмі «Королева», замовленому Channel 4, про життя Єлизавети II, де виконала роль принцеси Маргарити.
У 2010 Мак-Грат спробувала себе в біографічному фільмі про життя Короля Едуарда VIII «Ми. Віримо в кохання», втіливши колишню коханку короля, яка знайомить його з американкою Волліс Сімпсон. У лютому 2011 знялася в комедії «Різдво в Каслберрі Холл» в Румунії, яку пізніше перейменували в «Принцесу на Різдво». У вересні того ж року озвучила головну героїню мультиплікаційної короткометражки «Крізь шторм» («Through the Storm»).
У 2012 році знімалася у фінальному п'ятому сезоні «Мерліна» і чотирисерійному мінісеріалі «Лабіринт» за однойменним бестселером Кейт Мосс. 25 жовтня 2013 на каналі NBC пройшла прем'єра нового телесеріалу «Дракула» за мотивами роману Брема Стокера, де Мак-Грат виконала роль лондонської аристократки Люсі Вестенра.
У 2016 з'являється у серіалі «Супердівчина» на телеканалі The CW в ролі Лени Лютор, сестри головного ворога Супермена.

## Фільмографія
| Рік       | Назва                             | Оригінальна назва                | Роль               | Позначка                 |
| --------- | --------------------------------- | -------------------------------- | ------------------ | ------------------------ |
| 2007      | Пошкодження                       |                                  | Рейчел             | телесеріал               |
| 2008      | Едем                              |                                  | Дівчина Дезі       | Повнометражний фільм     |
| 2008      | Тюдори                            |                                  | Бесс               | телесеріал               |
| 2008      | Скажений пес                      |                                  | Гарієт Чемберз     | Повнометражний фільм     |
| 2008      | Важкі двадцяті                    |                                  | Віксен             | телесеріал               |
| 2008—2012 | Пригоди Мерліна                   |                                  | Моргана            | телесеріал               |
| 2013—2014 | Дракула                           |                                  | Люсі Вестерн       | телесеріал               |
| 2014      | Виконавиця головної ролі          |                                  | Джоді Рутерфорд    | телесеріал               |
| 2015      | Світ Юрського періоду             |                                  | Зара               | Повнометражний фільм     |
| 2016      | Слешер                            | Slasher                          | Сара Беннет        | телесеріал (8 епізодів)  |
| 2017      | Король Артур: Легенда меча        | King Arthur: Legend of the Sword | Ельза              | фільм                    |
| 2016—2017 |                                   | Frontier                         | Елізабет Каррутерс | телесеріал (7 епізодів)  |
| 2018      |                                   | Buttons: A Christmas Tale        | місіс Вентворт     | фільм                    |
| 2019      | Таємний бізнес подружок нареченої | Secret Bridesmaids' Business     | Саскія Де Меріндол | мінісеріал (6 епізодів)  |
| 2016—2021 | Супердівчина                      |                                  | Лена Лютор         | телесеріал (96 епізодів) |
| 2023      | Континенталь                      | The Continental                  | «Суддя»            | мінісеріал (3 епізоди)   |